# Jacky Arpin
Jacky Arpin ist ein ehemaliger französischer Skispringer.

## Werdegang
Arpin feierte sein internationales Debüt am 30. Dezember 1988 im Rahmen des Auftaktspringens zur Vierschanzentournee 1988/89 in Oberstdorf. Das Springen auf der Schattenbergschanze, was zudem auch sein Debüt im Skisprung-Weltcup war, beendete er auf Rang 74. Auch in den weiteren Springen der Tournee landete er nur auf hinteren Plätzen. So landete er auf der Großen Olympiaschanze in Garmisch-Partenkirchen nur auf Rang 78. In Innsbruck und Bischofshofen reichte es gar nur für die Plätze 88 und 84. In der Gesamtwertung reichte dies am Ende für Rang 78.
Bei der Nordischen Skiweltmeisterschaft 1991 im italienischen Val di Fiemme sprang Arpin auf den 58. Platz von der Großschanze und auf den 62. von der Normalschanze. In der Saison 1991/92 startete Arpin im Skisprung-Continental-Cup. Dabei erreichte er insgesamt 20 Punkte und am Ende Rang 36 der Gesamtwertung. Nach der Saison beendete er seine aktive Karriere.

## Erfolge

### Continental-Cup-Platzierungen
| Saison  | Platz | Punkte |
| ------- | ----- | ------ |
| 1991/92 | 36.   | 20     |